# Agustín Carlevaro
Agustín Carlevaro Casal (Montevideo, 6 de enero de 1913 – Montevideo, 1995) fue un arquitecto, arreglista y músico uruguayo, considerado en ese país como el mejor solista de guitarra en tango.

## Carrera
Hijo del médico Juan Carlos Carlevaro, quien era aficionado a la guitarra y de Blanca Casal Ricordi, cursó al igual que su hermano Abel Carlevaro, estudios de guitarra clásica con Pedro Vittone. En 1963 comienza a realizar arreglos de tango para guitarra sola.

## Discografía
- Las estaciones (Ayuí / Tacuabé a/m5. 1972)
- Recital de tango (Ayuí / Tacuabé a/m17. 1974)
- Marrón y azul (Ayuí / Tacuabé a/e8. 1976)
- María de Buenos Aires (Philips 9199 552. 1978)
- Agustín Carlevaro interpreta a Astor Piazzolla y Juan Carlos Cobián (Philips 9198 465. 1979)
- Mi guitarra (Ayuí / Tacuabé a/e67k. 1987)
- Homenaje a Atilio Rapat (Ayuí / Tacuabé a/e79k. 1989)
- Sólo Piazzolla (Ayuí / Tacuabé a/e106k. 1992)

#### Sencillos
- Tangos en la guitarra de Agustín Carlevaro (Guardia Nueva GN 03. 1969)

#### ConHoracio Ferrer
- Horacio Ferrer dice su Romancero Canyengue con la guitarra de Agustín Carlevaro (Trova TL 14. 1967)

#### Compilados
- Agustín Carlevaro interpreta Piazzolla (Ayuí / Tacuabé ae243-244cd. 2001)
- Recital de tango (Ayuí / Tacuabé ae245cd. 2001)